# Aleksandr Bestuzjev

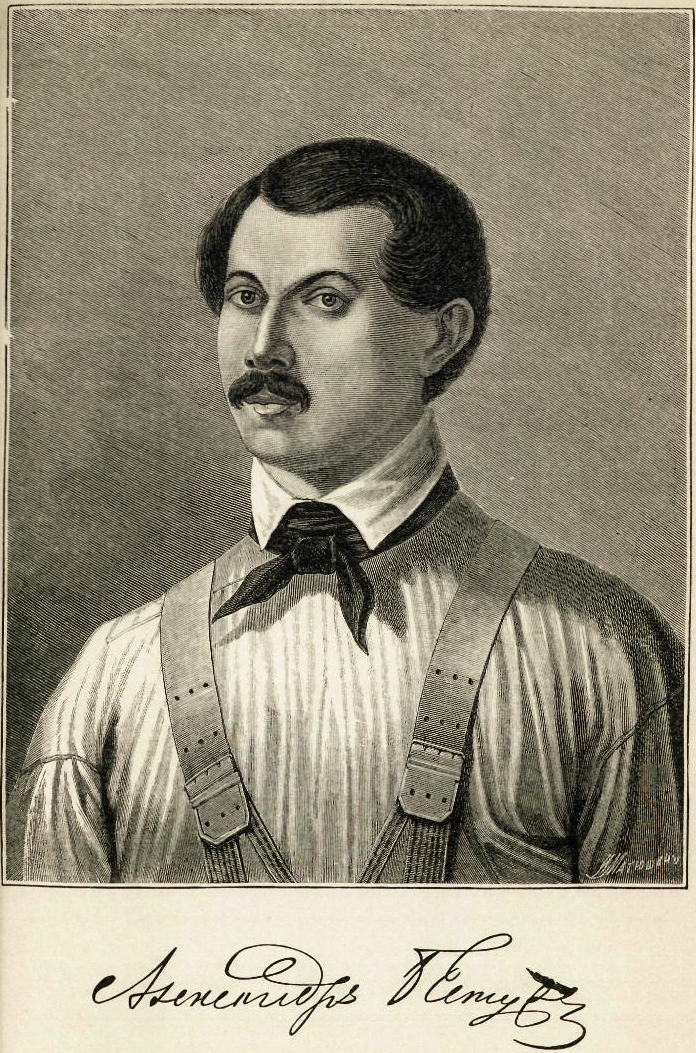
Alexander Bestuzhev

Aleksandr Aleksandrovitj Bestuzjev (ryska: Александр Александрович Бестужев), född 4 november 1797 och död 19 juni 1837, var en rysk författare och officer.
Bestuzjev framträdde på 1820- och 1830-talen under pseudonymen Aleksandr Marlinskij med berättelser i uppskruvad romantisk stil, vilka dock utmärkte sig genom en talangfull berättarstil, som väckte beundran, särskilt bland damerna. Fyra av dessa romaner översattes till svenska av Otto Adolf Meurman 1840-1842. Bestuzjev var inblandad i decemberupproret 1825 och förvisades till Sibirien. 1829 kom han som menig soldat till Kaukasien, där han på grund av sin tapperhet 1835 åter blev officer, men kort därefter stupade i strid mot tjerkesserna.